# Caldera de Bandama

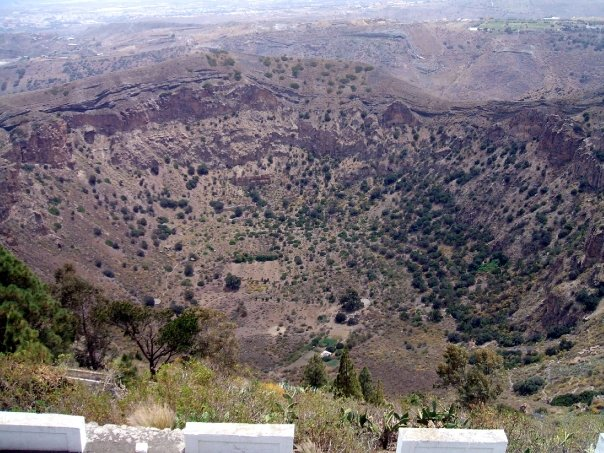
La caldera

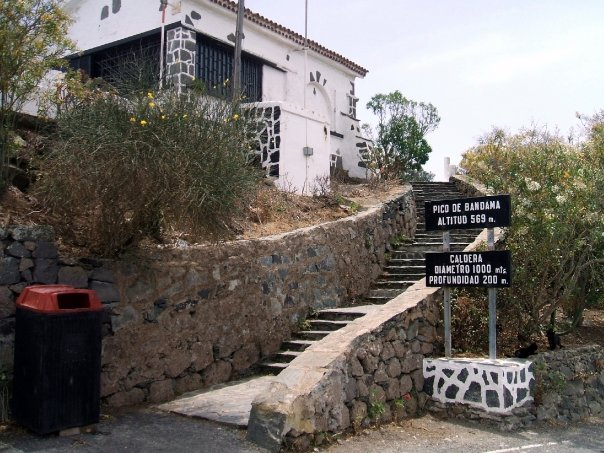
Il Pico de Bandama

La Caldera de Bandama è il risultato di una enorme esplosione avvenuta nel cono vulcanico Bandama circa 1975 anni fa (periodo desunto attraverso la datazione del carbone presente sotto la colata) nell'isola di Gran Canaria.
La caldera è profonda circa 220 metri e ha un diametro di circa un migliaio. Si trova a circa 569 metri sopra il livello del mare ed è una delle più grandi caldere delle Isole Canarie. Sia la Caldera che il Pico de Bandama costituiscono un complesso di grande valore scientifico, tanto da essere stati dichiarati "Punti di Interesse Geologico" dall'Istituto Tecnologico di Geologia di Spagna.
La Caldera de Bandama è inoltre un monumento naturale che fa parte del Paesaggio Protetto di Tafira ed è possibile raggiungerla anche per mezzo dei guaguas, i tipici trasporti pubblici dell'isola. La discesa nella caldera è invece possibile a piedi, attraverso un ripido sentiero costeggiato da diversi esemplari della flora endemica delle Canarie.
L'appellativo Bandama deriva da un mercante olandese (di nome van Damme) che vi si insediò nel XVI secolo coltivando delle vigne sul fondo del cratere, dove vi è tuttora una fattoria abbandonata.